# People Before Profit
Die People Before Profit (PBP, irisch Pobal Roimh Bhrabús, deutsch: „Menschen-vor-Profit“) ist eine irische sozialistische Partei, welche sowohl in der Republik Irland als auch in Nordirland politisch aktiv ist.

## Geschichte
Die Partei wurde mit Hilfe der Socialist Workers Party (seit 2018 Socialist Workers Network) im Jahr 2005 als People Before Profit Alliance (PBPA) gegründet und konnte vor dem Jahr 2016 in Nordirland lediglich kommunale Mandate erringen, während sie in der Republik auch im Unterhaus vertreten ist. Seit der Wahl zur Nordirland-Versammlung 2016 ist sie jedoch auch in der Nordirland-Versammlung vertreten. 2016 wurden Gerry Carroll und Eamonn McCann, in den Wahlbezirken West-Belfast bzw. Foyle  gewählt. Bei den 2017 stattfindenden Neuwahlen verlor McCann sein Mandat, während Gerry Carroll weiterhin dem Parlament angehört. Zwar verlor die Partei bei dieser Wahl einen Sitz, jedoch ist dies nicht auf ein schlechteres Wahlergebnis, sondern durch eine Wahlreform in Nordirland zurückzuführen, welche die Anzahl der Parlamentsmitglieder verringerte.
Die Partei ist mittlerweile in der Republik Irland gemeinsam mit der Solidarity in die People Before Profit/Solidarity aufgegangen. Die bisherigen Mandatsträger der PBPA, sowie die der Socialist Party stellten vor den Wahlen 2016, zu welchen die People Before Profit/Solidarity erstmals gemeinsam antrat, die vierköpfige Fraktion im Unterhaus.
Am 28. Februar 2021 fusionierte RISE, eine demokratische sozialistische Partei, die sich zuvor 2019 von Solidarity getrennt hatte, mit People Before Profit. RISE verwaltet seine Medien und fungiert als interne Organisation.

## Wahlergebnisse

### Nordirland
Die Wahlergebnisse in der folgenden Tabelle sind jeweils (auch für die gesamt-britischen Wahlen) auf Nordirland bezogen. Unterhauswahlen erfolgten durchgehend nach Mehrheitswahlrecht und Wahlen zur Nordirland-Versammlung ab 1998 nach Präferenzwahlrecht.
| Jahr | Wahl                        | Stimmenanteil | Sitze |
| ---- | --------------------------- | ------------- | ----- |
| 2007 | Nordirland-Versammlung 2007 | 0,1 %         | 0/108 |
| 2010 | Unterhauswahl 2010          | 0,0 %         | 0/18  |
| 2011 | Nordirland-Versammlung 2011 | 0,8 %         | 0/108 |
| 2015 | Unterhauswahl 2015          | 0,9 %         | 0/18  |
| 2016 | Nordirland-Versammlung 2016 | 2,0 %         | 2/108 |
| 2017 | Nordirland-Versammlung 2017 | 1,8 %         | 1/90  |
| 2017 | Unterhauswahl 2017          | 0,7 %         | 0/18  |
| 2019 | Unterhauswahl 2019          | 0,9 %         | 0/18  |
| 2022 | Nordirland-Versammlung 2022 | 1,1 %         | 1/90  |
| 2024 | Unterhauswahl 2024          | 1,1 %         | 0/18  |

### Republik Irland
Wahlen zum Dáil Éireann und Wahlen zum Europaparlament erfolgen nach Präferenzwahlrecht.
| Jahr | Wahl              | Stimmenanteil | Sitze |
| ---- | ----------------- | ------------- | ----- |
| 2007 | Dáil Éireann 2007 | 0,5 %         | 0/166 |
| 2011 | Dáil Éireann 2011 | 1,0 %         | 2/166 |
| 2014 | Europawahl 2014   | 1,5 %         | 0/11  |
| 2016 | Dáil Éireann 2016 | 1,9 %         | 3/158 |
| 2019 | Europawahl 2019   | 1,9 %         | 0/11  |
| 2020 | Dáil Éireann 2020 | 1,8 %         | 3/160 |
| 2024 | Europawahl 2024   | 1,8 %         | 0/14  |
| 2024 | Dáil Éireann 2024 | 2,2 %         | 2/174 |

## Abgeordnete

### Nordirland
Bei der Wahl zur Nordirland-Versammlung 2022 wurde 1 Abgeordneter gewählt:
| Name          | Wahlkreis    |
| ------------- | ------------ |
| Gerry Carroll | Belfast West |

### Republik Irland
Bei den Wahlen zum Dáil Éireann 2024 wurden 2 Abgeordnete (als Teil des Parteienzusammenschlusses People Before Profit/Solidarity) gewählt:
| Name                 | Wahlkreis         |
| -------------------- | ----------------- |
| Richard Boyd Barrett | Dún Laoghaire     |
| Paul Murphy          | Dublin South-West |